# مشملة

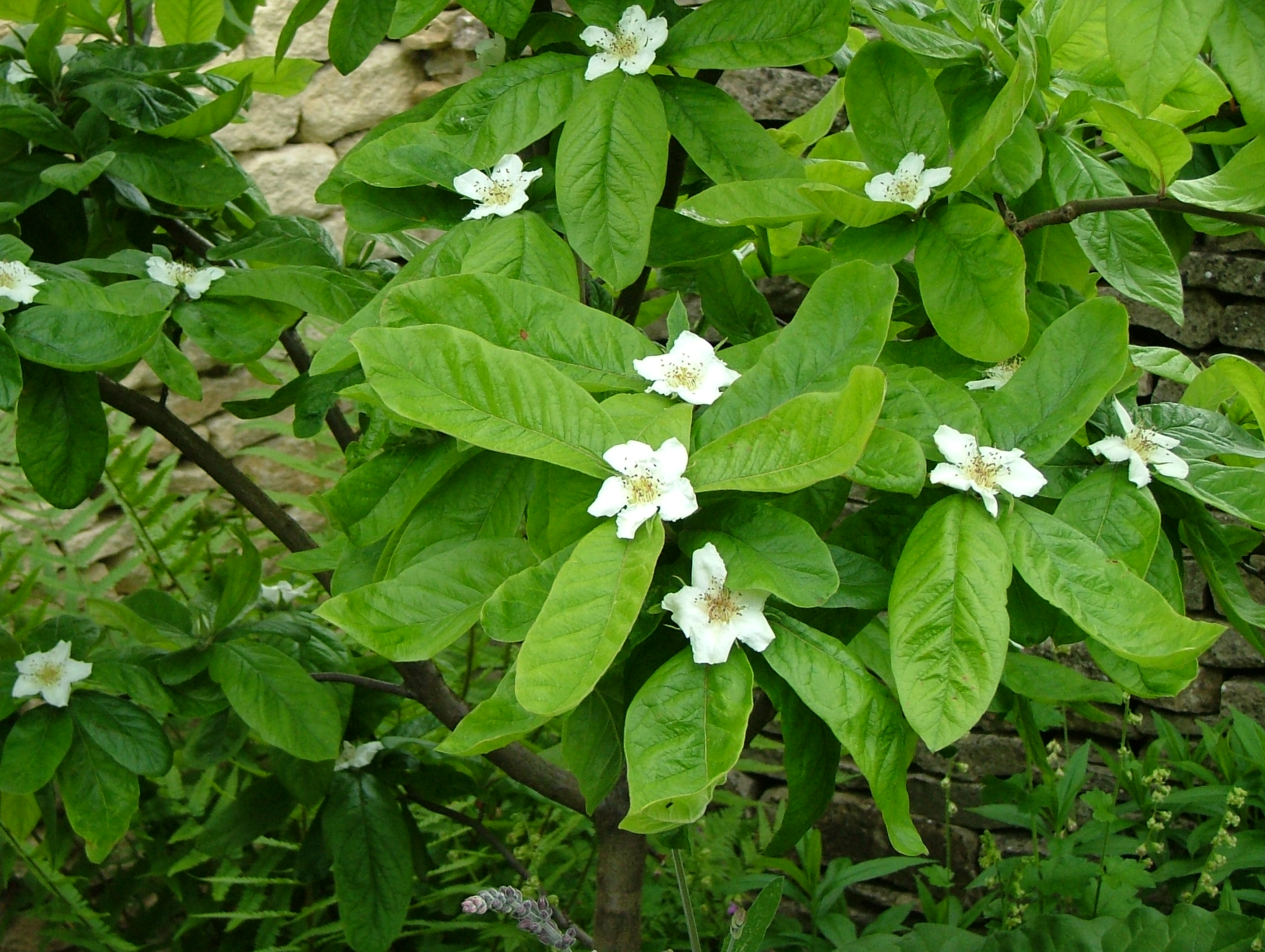
زهور المشملة الشائعة

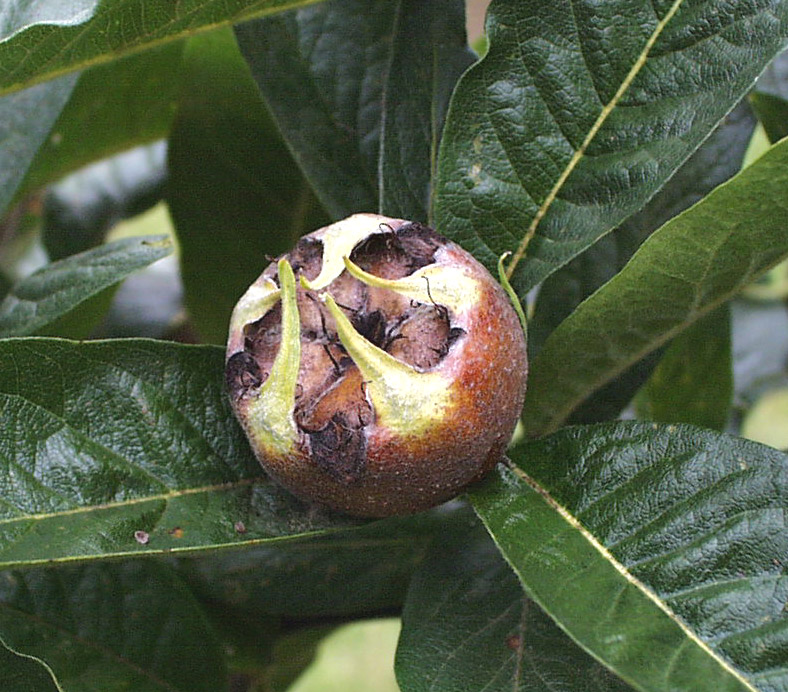
ثمرة المشملة

المُشْمَلَة أو المُشمُلة أو المَسْبَلِيَّة أو أكيدنيا هو جنس أحادي النمط من النباتات المزهرة في الفصيلة الوردية التي تحتوي على النوع الفردي المشملة الجرمانية في جنوب غرب آسِيَة. توجد أيضًا في بعض دول البلقان خاصة في المناطق الألبانية. النوع الثاني المقترح Mespilus canescens، الذي اكتُشِف في أمريكة الشمالية في عام 1990 أثبت أنه هجين بين المُشملة المبذولة ونوع واحد أو اثنين من الزعرور.

### الأنواع الموجودة
| صورة | الاسم العلمي             | توزيع                                          |
| ---- | ------------------------ | ---------------------------------------------- |
|      | مُشملة مبيضة [الإنجليزية] | مقاطعة براري في أركَنساس في الولايات المتحدة    |
|      | مُشملة مبذولة             | طبرستان (إيران) وجنوب غرب آسية وجنوب شرق أوربة |

## نباتات ذات صلة
يرتبط المشملة ارتباطًا وثيقًا بـ الزعرور والمكرة.
كان جنس البشملة يعتبر مرتبطًا ارتباطًا وثيقًا بالمشملة. كان يُعتقد سابقًا أن البشملة اليابانية وهو أحد أنواع البشلمة العديدة، يرتبط ارتباطًا وثيقًا بجنس المشملة ولا يزال يُعرف أحيانًا في بعض البلدان الأوربية باسم المشملة ولا يزال يُطلق عليه أحيانًا المشملة اليابانية.
يجمع العديد من علماء النبات البشملة مع الزعرور في جنس واحد.